# História dos direitos de autor
A história dos direitos de autor na era da imprensa inicia-se com os direitos e monopólios sobre a impressão de livros. O Estatuto da Rainha Ana, de origem britânica, de 1710, cujo título completo é "Lei para o Fomento da Aprendizagem, ao permitir as cópias de livros impressos pelos autores ou dos compradores de tais cópias, durante os tempos mencionados na mesma", foi o primeiro regulamento que concebeu de forma legal os direitos de autor. Num princípio os direitos de autor só se aplicavam à cópia de livros. Com o tempo contemplaram-se outros usos, tais como traduções e obras derivadas, que ficaram sujeitas a direitos de autor, e abarcam agora uma ampla faixa de obras, que inclui mapas, obras teatrais, pinturas, fotografias, gravações sonoras, filmes e programas de computador.
Atualmente as leis nacionais de direitos de autor têm-se padrão em certa medida através de acordos internacionais e regionais, como a Convenção de Berna e as Diretivas Europeias de direitos de autor. Ainda que há consistência entre as leis de propriedade intelectual das nações, a cada jurisdição tem leis diferentes e separadas e diversos regulamentos sobre direitos de autor. Algumas jurisdições também reconhecem direitos morais dos criadores, tais como o direito a ser acreditado pelo trabalho.
O copyright (literalmente "direito de cópia", em inglês; hoje de uso mundial) são direitos exclusivos que concede o autor ou criador de uma obra original, incluído o direito a copiar, distribuir e adaptar seu trabalho. Os direitos de autor não protegem as ideias, só sua expressão ou fixação. Na maioria das jurisdições os direitos de autor surgem da fixação e não é necessário estar registado. Os donos de copyright têm o direito exclusivo legal para exercer o controle sobre a cópia e todo o tipo de exploração das obras durante um período específico de tempo, depois do qual se diz que o trabalho passa a entrar no domínio público. Os usos que estão cobertos pelas limitações e excepções ao direito de autor, como o uso justo, não requerem de permissão do proprietário do copyright. Qualquer outro uso requer a permissão e os proprietários de direitos de autor pode licenciar (autorizar) ou transferir de forma permanente ou ceder seus direitos exclusivos aos demais.

## Antecedentes
Os primeiros casos que se recolhem em leis sobre o direito de cópia provêm da antiga Irlanda. O Cathach é o manuscrito irlandês mais antigo existente dos Salmos e o exemplo mais antigo da literatura irlandesa. Contém uma Vulgata dos Salmos XXX (10) ao CV (13), e é uma versão com uma indicação de interpretação ou de partida dantes da cada salmo. Tradicionalmente atribui-se sua criação a São Columba como o copista. A dita cópia se fez de forma extraordinária numa sozinha noite a toda a pressa graças a uma luz milagrosa, de um saltério emprestado a São  Columba por São Finnian. Surgiu uma controvérsia sobre a propriedade da cópia, e o rei Diarmait Mac Cerbhaill ditou a seguinte sentença: "À cada vaca pertence-lhe sua criança; portanto, à cada livro pertence-lhe sua cópia.
A lei moderna de copyright/direitos de autor viu-se influída por uma série de anteriores direitos legais que têm sido reconhecidos ao longo da história, incluídos os direitos morais do autor que cria uma obra, os direitos económicos de um benfeitor que paga para que se lhe realize uma cópia, os direitos de propriedade do proprietário individual de uma cópia e um direito soberano do autor a censurar e regular a indústria da impressão. Dantes da invenção dos tipos móveis em ocidente na metade do século XV, os textos copiavam-se para mão, e o pequeno número de textos que gera este procedimento de cópia gerava muito poucos casos em que tivessem que se pôr a prova estes direitos. Durante o Império Romano, prosperou um período de comércio de livros, e não tinha direitos de autor nem regulações similares, e a cópia ocorria habitualmente entre os livreiros profissionais. Isto era assim já que os livros eram, pelo geral, copiados por escravos que sabiam ler e escrever, que eram caros de comprar e manter. Portanto, qualquer cópia implicava um custo económico muito maior do que implica hoje um editor profissional. Os vendedores romanos de livros às vezes pagavam a um autor muito considerado para ter o primeiro acesso a um texto para copiá-lo, mas não tinham direitos exclusivos sobre a obra e os autores não costumavam receber pagamento por seu trabalho.

## Direito editorial: os primeiros privilégios e monopólios

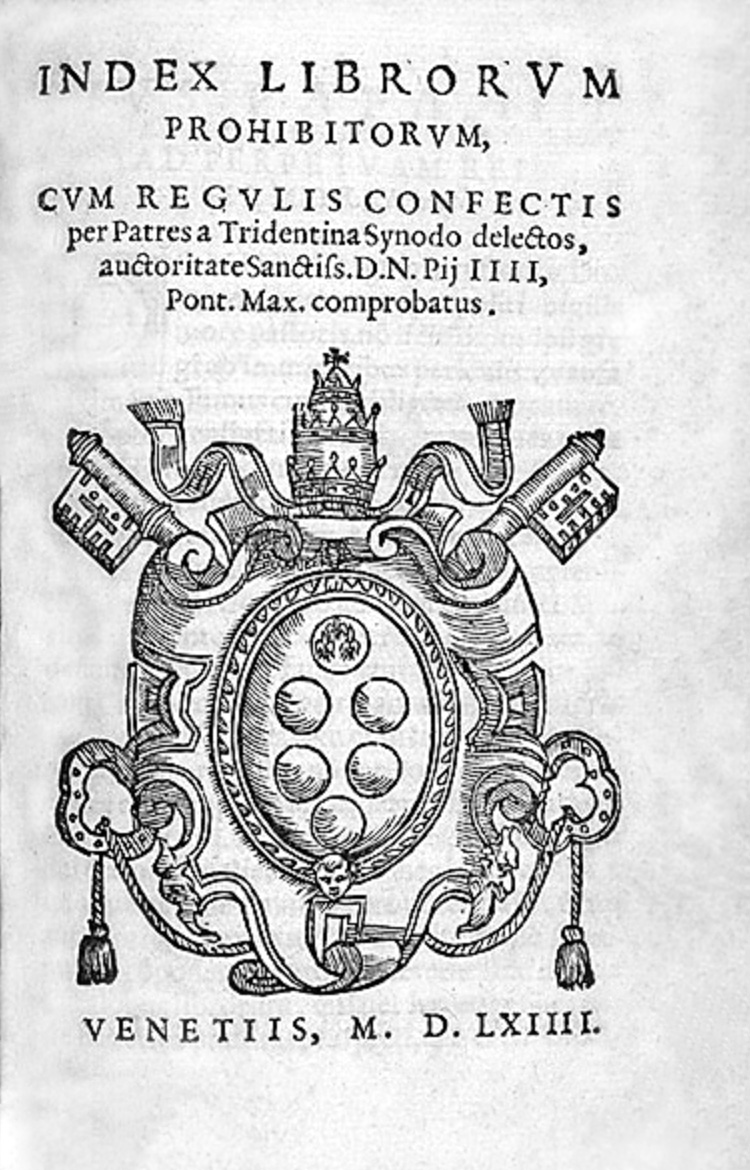
Index Librorum Prohibitorum oCatálogo dos livros proibidos (Veneza 1564).

A origem do direito autoral na maioria dos países da Europa encontra-se nos esforços da igreja e os governos para regular e controlar a produção de editores, e tem base no direito editorial.
O direito editorial distingue-se do direito autoral por focar nos atores responsáveis pela publicação de uma obra.
Antes da invenção da prensa de impressão, um escrito, uma vez criado, só podia ser fisicamente multiplicado pelo processo trabalhoso, e propenso a erros, da cópia manual pelos escribas, sujeito a um elaborado sistema de censura controlado por estes. A tipografia permitiu múltiplas cópias exatas de uma obra, o que levo a uma circulação mais rápida e ampla de ideias e informações.
O Papa Alexandre VI publicou uma bula em 1501 na contramão da licença de impressão de livros, e em 1559 emitiu-se pela primeira vez o Index librorum prohibitorum ou Catálogo dos livros proibidos. A imprensa na Europa inventou-se e estabeleceu amplamente nos séculos XV e XVI. Conquanto os governos e a igreja alentaram a impressão de muitas maneiras, o que permitiu a difusão da Bíblia e a informação do governo, as obras da dissidência e a crítica também podiam circular rapidamente. Como consequência, os governos estabeleceram controles sobre as tipografias em toda Europa, e lhes exigiram licenças oficiais para o comércio e a produção de livros. As licenças davam às tipografias o direito exclusivo de imprimir trabalhos particulares durante um período determinado de anos, e permitia às tipografias evitar que outras imprimissem o mesmo trabalho durante esse período. As licenças só podiam outorgar direitos para imprimir no território do Estado que as tinha concedido, mas sim proibiam pelo geral a importação da impressão externa.
A República de Veneza concedeu a sua primeira mordomia para um livro em particular em 1486. Foi um caso especial; trata-se da história da cidade mesma, a 'Rerum venetarum ab urbe condita opus', de Marcus Antonius Coccius Sabellicus. A partir de 1492, Veneza começou a regular a concessão de mordomias para os livros Antes do Copyright: o sistema francês de mordomias de livros 1498-1526. A República de Veneza, os duques de Florença, o Leão X e outros Papas reconheceram em diferentes momentos às tipografias a mordomia exclusiva de imprimir em termos específicos (que raramente ultrapassam os 14 anos) edições de autores clássicos.
A primeira mordomia de direitos de editor em Inglaterra data de 1518 e foi publicado em Richard Pynson, a tipografia do Rei, o sucessor de William Caxton. A mordomia dava-lhe um monopólio pelo termo de dois anos, e concedeu-se 15 anos após a mordomia publicada pela primeira vez em na França. As primeiras mordomias de direitos de autor chamavam-se monopólios, particularmente durante o reinado da Rainha Isabel, que com frequência deu concessões de monopólios nos artigos de uso comum, como o sal, o couro, o carvão, o sabão, as cartas de baralha, a cerveja e o vinho. A prática continuou-se até que em 1623 se promulgou o Estatuto da Lei de Monopólios, com o que se pôs fim à maioria dos monopólios, com algumas excepções, como as patentes: após 1623, a concessão de Notas de patentes aos editores converteu-se em algo comum.
O primeiro privilégio alemão do que existe registo fidedigno se publicou em 1501 pelo Conselho Áulico a uma associação titulada Sodalitas rhenana Celtica, com a publicação de uma edição dos dramas de Hroswitha de Gandersheim, que Konrad Keltes tinha preparado para a imprensa. Em 1512 emitiu-se uma mordomia imperial ao historiador John Stadius por tudo o que devia imprimir, a mordomia do primeiro europeu que se outorgou para cobrir mais de uma só obra, ou da empresa para proteger os livros ainda não publicados. Em 1794 se promulgou uma lei no Parlamento de Prússia que foi aceite pelos demais estados da Alemanha (com excepção de Württemberg e Mecklemburgo), nas que todos os autores alemães e os autores estrangeiros cujas obras foram representadas pelos editores participaram nas feiras do livro em Frankfurt do Meno e Leipzig, e foram protegidos nos estados de Alemanha contra reimpressões não autorizadas.

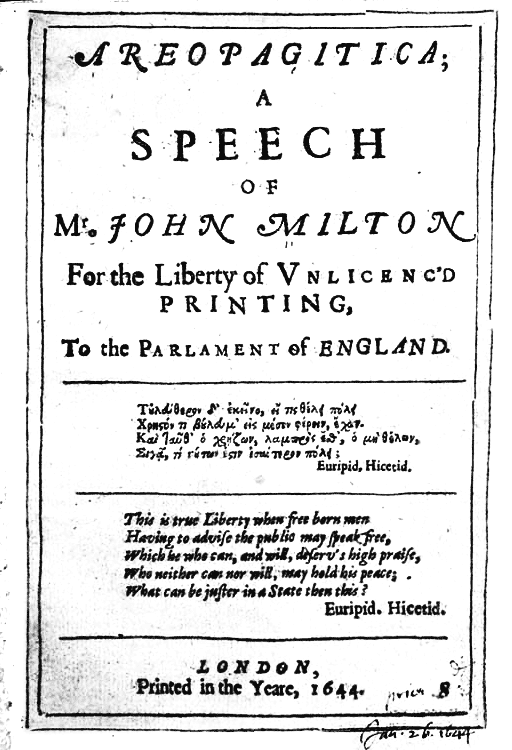
Primeira página de John Milton da edição de 1644 de Areopagítica, onde ele argumentava contra a Lei de licenças de 1643.

À medida que crescia a "ameaça" para os governos da propagação das prensas tipográficas estabeleceu-se um mecanismo de controle centralizado e em 1557 a Coroa britânica tenta deter o fluxo dos livros heréticos e sediciosos mediante a criação de fretamentos. O direito à impressão limitar-se-á aos membros desse grémio, e trinta anos mais tarde, o Star Chamber foi fretado para reduzir as "grandes atrocidades e abusos" de "agitadores descontentamentos e pessoas desleais que professar a arte ou o mistério da prensa tipográfica ou a venda de livros"." O direito à impressão limita-se a duas universidades e aos 21 impressores existentes na cidade de Londres, que tinham 53 Prensas tipográficas. A coroa da França também reprimiu as tipográficas, e o impressor Etienne Dolet foi queimado na fogueira em 1546. Como os britânicos tomaram o controle da fundação dos tipos móveis da prensa, em 1637 fugiu aos Países Baixos. A confrontação dos impressores com a autoridade foi feita radical e rebelde, com 800 autores, impressores e livreiros encarcerados na Bastilla antes de que se tomasse por assalto em 1789. A ideia de que a expressão de desacordos ou opiniões subversivas devia ser tolerada, não censurada ou castigada pela lei, foi desenvolvida junto com o aumento da prensa tipográfica. O Areopagítica, publicado em 1644 sobre o título completo Areopagítica: Um discurso do Sr. John Milton pela liberdade de impressão sem licença ao Parlamento de Inglaterra, foi a resposta de John Milton do Parlamento britânico ante a reintrodução do Governo da concessão de licenças de imprensa,  portanto, a editores. Deste modo Milton articulou os eixos dos futuros debates em torno de Liberdade de expressão. Ao definir o alcance da liberdade de expressão e de "prejudicial" O discurso de Milton argumenta na contra-mão do princípio da pre-censura e a favor da tolerância para uma ampla faixa de pontos de vista.

## Os primeiros direitos de autor britânicos
Artigo principal: Estatuto da Rainha Ana

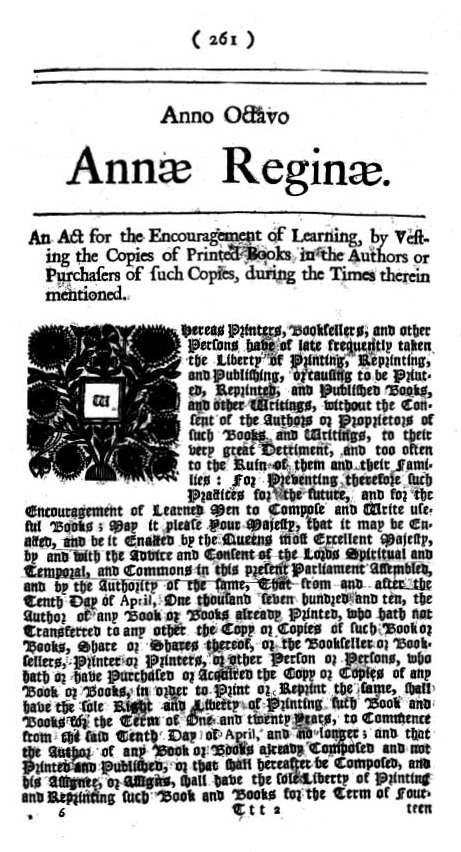
O Estatuto de Ana entrou em vigor em 1710

Em Inglaterra, as tipografias, conhecidas como papelarias, formaram uma organização colectiva, conhecida como Companhia de Livreiros. No século XVI foi conferida à Companhia de livreiros a faculdade de exigir a inscrição de todos os livros legalmente impressos em seus registos, podendo somente os membros da Companhia de livreiros introduzir livros no registo. Isto significou que a Empresa de livreiros atingiu uma posição dominante sobre a publicação em Inglaterra no século XVII (sem o sistema equivalente formado na Escócia e Irlanda). Mas o monopólio chegou a seu fim em 1694, quando o  Parlamento Inglês não renovou o poder da Companhia de Papelarias.
Em 1707 os parlamentos de Inglaterra e Escócia uniram-se como consequência da União Anglo-Escocesa. O novo Parlamento foi capaz de mudar as leis em ambos países e uma peça importante a princípios da nova legislação foi a Lei de Direito de Autor de 1709, também conhecida como o Estatuto da Rainha Ana, a partir da  rainha Ana. A lei entrou em vigor em 1710 e foi a primeira lei de direitos de autor do país. Seu título completo era "Lei para a Fomento da Aprendizagem, ao outorgar a propriedade dos livros impressos nos autores ou de copia-las para os compradores destas, durante os tempos mencionados na mesma lei".
A entrada em vigor do Estatuto de Ana em abril 1710 marcou um momento histórico no desenvolvimento do direito de autor. Como o primeiro estatuto do mundo dos direitos de autor, concedeu aos editores de um livro a protecção legal de 14 anos com o começo da lei. Também se concedeu 21 anos de protecção para qualquer livro já impresso O Estatuto de Ana tinha um grande enfoque social, mais amplo e com mais competências que o monopólio concedido à Companhia de Livreiros. O estatuto referiu-se à leitura pública, a produção, a utilidade da literatura, e a promoção e difusão da educação. O eixo central do estatuto é um bem social quid pro quo, para alentar a "os homens a aprender a compor e escrever livros úteis", a lei garante o direito finito para imprimir e reimprimir as obras. Estabeleceu-se um pacto pragmático entre autores, livreiros e o público
O Estatuto de Ana terminou com o antigo sistema pelo que somente a literatura que cumpria com a censura e as normas administras dos livreiros podia aparecer impressa. A lei também cria um domínio público para a literatura, já que antes todo o material pertencia aos livreiros de forma permanente.

De acordo com Patterson e Lindberg, o Estatuto de Ana:
Quando a lei prazo de copyright prevista pelo Estatuto de Ana começou a expirar em 1731 os livreiros de Londres tentaram defender sua posição dominante mediante a busca de medidas cautelares da Corte da Cancilleria para obras de autores que caíssem fosse da protecção do estatuto. Ao mesmo tempo, os livreiros de Londres pressionaram ao Parlamento para prorrogar o prazo de vigência do direito de autor, que contemplava o Estatuto de Ana. Finalmente, num caso conhecido como "Midwinter v. Hamilton (1743-1748)", os livreiros de Londres conseguiram a volta à Lei comum do copyright e iniciaram um período de 30 anos conhecido como a ""batalha dos livreiros"".
A batalha dos livreiros viu livreiros londrinos bloqueio brigando pelo controle do recente mercado do livro escocês, e pelo direito de fazer uso de obras alheias à proteção do Estatuto de Ana. Os livreiros escoceses argumentaram que a Lei comum do copyright não existia na obra de um autor. Os livreiros de Londres sustentavam que o Estatuto de Ana só complementava e apoiava os direitos de autor da Lei comum do copyright preexistente. A disputa sustentou-se numa série de casos notáveis, incluindo Milhar v. Kincaid (1749-1751) e Tonson v. Collins (1761-1762)).

### Lei comum do copyright
Veja-se também artigo principal: Lei comum do copyright
Um debate acendido sobre se as ideias impressas podem ser de propriedade entre os livreiros de Londres e outros partidários dos direitos de autor perpétuos, argumentaram que se dita “bolsa” deixasse de existir,  os autores não teria nenhum incentivo para seguir criando obras de valor duradouro se não podiam herdar os direitos de propriedade a seus descendentes. Quem opunham-se aos direitos de autor perpétuo argumentaram que este conduzia a um monopólio, que inflacionavam o preço dos livros, os fazendo menos acessíveis e portanto atrasava a propagação da  Ilustração. Os livreiros londrinos foram atacados por utilizar os direitos dos autores para ocultar a sua cobiça e por o seu interesse no controle do comércio de livros.
Quando o julgamento de Donaldson v Beckett chegou à Casa dos Lores em 1774, Lord Camden foi o mais estridente em sua rejeição dos direitos de autor de lei comum advertindo aos senhores que em caso que votar a favor dos direitos de autor da Lei comum do copyright, já que era em realidade um direito de autor perpétuo, "toda a nossa aprendizagem está encerrado entre as mãos dos Tonsons e os Lintots de nossa época ". Por outra parte, advertiu que os livreiros poriam o preço que quisessem aos livros "até que o público se converta em mais que em seus escravos, em seus próprios compiladores Hackney ". Declarou que "o conhecimento e a ciência não são coisas que tenham que em se fechar em tal teia de aranha". ."
Na sua resolução, a Câmara dos Lores estabeleceu que os direitos de autor eram uma "criatura do estatuto", e que os direitos e responsabilidades nos direitos de autor seriam determinados pela legislação. No entanto, existe ainda o desacordo sobre se a Câmara dos Lores confirmou a existência da Lei comum do copyright dantes de que fosse substituída pelo Estatuto de Ana. Os Lores tinha sido tradicionalmente hostis ao monopólio dos livreiros e eram conscientes de como a doutrina da Lei comum do copyright promovida pelos livreiros, se utilizava para apoiar seus argumentos para um direito de autor perpétuo. Os Lores claramente votaram na contra-mão dos direitos de autor e mediante a confirmação do Prazo do copyright, que duração no tempo dos direitos de autor, o qual expirava tal como indicava o estatuto e confirmaram os Lores no domínio público. O ditame sobre caso de Donaldson v Beckett, confirmou que um grande número de obras e os primeiros livros publicados em Grã-Bretanha entravam no domínio público, já fosse porque o prazo do copyright concedido pela lei tivesse expirado, ou porque se publicasse pela primeira vez antes de que o Estatuto da Rainha Ana se promulgasse em 1709. Isto abriu o mercado, a reimpressões mais baratas de obras de Shakespeare, John Milton e Geoffrey Chaucer, obras que agora se consideram clássicos. A expansão do domínio público nos livros rompeu o domínio dos livreiros de Londres e permitiu a concorrência, os que levo a que se triplicasse o número de livreiros e editores em Londres, de 111 a 308 entre 1772 e 1802.
Finalmente estabeleceu-se um acordo pelo que os autores tinham um direito de autor preexistente sobre seu trabalho (Lei comum do copyright), mas limitado este direito natural pelo Estatuto de Ana, a fim de conseguir um equilíbrio mais adequado entre os interesses do autor e o melhor e mais amplo interesse social mais amplo. De acordo com Patterson e Livingston subsiste a confusão sobre a natureza do direito de autor desde então. Os Direitos de autor têm chegado a ser vistos tanto como um direito natural do autor, como a concessão legal de um limitado monopólio. Uma teoria sustenta que a origem do direito de autor se produz na criação de uma obra, enquanto a outra que sua origem só existe através da lei de direitos de autor.

## Os primeiros direitos de autor franceses
Na França pré-revolucionária todos os livros tinham que ser aprovados pelos censores oficiais e os autores e editores precisavam obter um privilégio real antes de que um livro pudesse ser publicado. As Mordomias Reais eram exclusivos e normalmente concediam-se por seis anos, com possibilidade de renovação. Com o tempo estabeleceu-se que o proprietário de um privilégio real tinha o direito exclusivo de obter a renovação de forma indefinida. Em 1761 o Conselho Real concedeu um privilégio real aos herdeiros de um autor em lugar da tipografia do autor, o que desatou um debate nacional sobre a natureza da propriedade literária similar ao que teria lugar em Grã-Bretanha durante a “batalha dos livreiros”.
Em 1777 uma série de reais decretos reformaram as mordomias reais. Fixou-se a duração mínima das mordomias em 10 anos ou a vida do autor, a qual a cada vez era mais longa. Se o autor obtinha uma mordomia e não o cedia ou vendia, podia publicar e vender cópias do livro o mesmo, e a mordomia passava a seus herdeiros, os quais gozavam de um direito exclusivo a perpetuidade. Se a mordomia vendia-se a um editor, o direito exclusivo só duraria o tempo especificado. Os reais decretos proibiram a renovação de mordomias e uma vez que tinha expirado a mordomia qualquer poderia obter uma "simples permissão" para imprimir ou vender cópias da obra. Daí nasceu o domínio público nos livros cuja mordomia tem expirado, sendo reconhecido expressamente.
Após a Revolução Francesa teve uma disputa com a Comédie-Française que desfrutava do direito exclusivo de execução pública de todas as obras dramáticas e em 1791 Assembleia Nacional aboliu dito privilégio. A qualquer pessoa permitiu-se-lhe estabelecer um teatro público e Assembleia Nacional declarou que as obras de qualquer autor que morresse cinco anos dantes de 1791 eram de Propriedade   pública. No mesmo grau a Assembleia Nacional concedeu aos autores o direito exclusivo de autorizar a execução pública de suas obras durante sua vida, e estendeu esse direito aos herdeiros dos autores e concessionários durante cinco anos após a morte do autor. A Assembleia Nacional considerou que uma obra publicada era por sua própria natureza uma propriedade pública, e que os direitos de autor se reconheciam como uma excepção a este princípio, para compensar a um autor por seu trabalho.
Em 1793 uma nova lei foi aprovada dando aos autores, compositores e artistas o direito exclusivo de vender e distribuir as suas obras, e o direito estendia-se a seus descendentes durante 10 anos após a morte do autor. A Assembleia Nacional com esta lei coloca firmemente um pé no direito natural, chamando à lei "Declaração dos Direitos do génio" evocando a famosa Declaração dos Direitos do Homem e do Cidadão. No entanto, os direitos de autor estavam sujeitos à condição da realização de cópias do depósito da obra com a Biblioteca Nacional e os críticos do século consideraram a lei de 1793 como utilitarista e "uma doação de caridade da sociedade". “.

## Os primeiros Direitos de autor nos EUA.

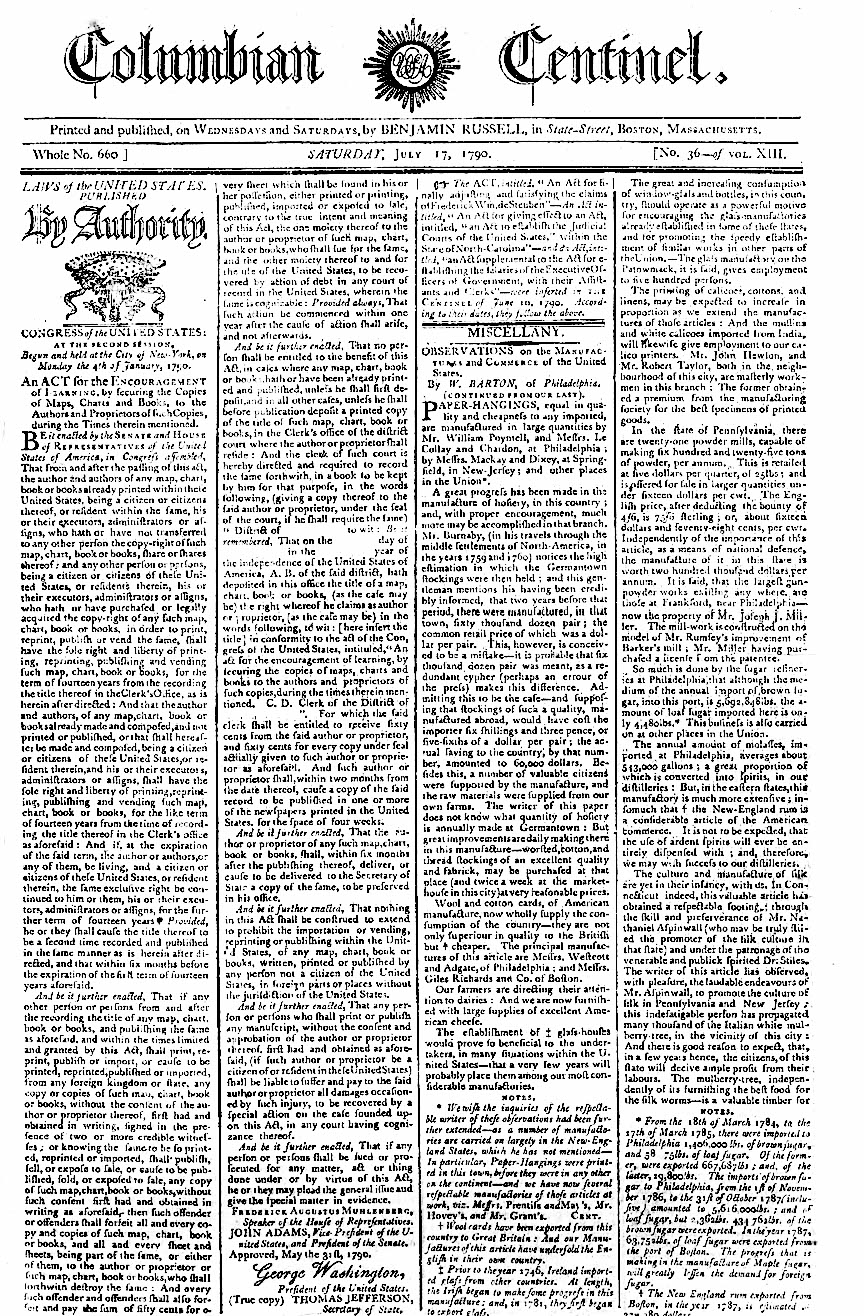
A Lei Copyright Act de 1790 no Columbian Centinel

O Estatuto da rainha Ana não se aplicava às colónias americanas. A economia das colónias foi em grande parte uma economia agrícola, portanto, o direito de autor não era uma prioridade, o que em só três actos privados se aplicam os direitos de autor até 1783. Dois dos factos limitam-se a sete anos, o outro limitou-se a um período de cinco anos. Em 1783 petições de vários autores persuadiram ao Congresso Continental "que nada é mais próprio de um homem que o fruto de seu estudo, e que a protecção e a segurança da propriedade literária em grande parte tende a fomentar o génio e a promover descobertas úteis. " No entanto, no marco dos artigos da Confederação, o Congresso Continental não tinha autoridade para conceder os direitos de autor, senão que aprovou uma resolução que animava aos Estados a "garantir aos autores ou editores de todos os livros novos que até agora não se imprimem... o direito de cópia de ditos livros por um tempo não determinado menor de catorze anos a partir da primeira publicação, e para assegurar a ditos autores, se se sobrevive ao prazo mencionado em primeiro lugar,... o direito de cópia de tais livros para outro período de tempo não inferior de catorze anos. Três estados já tinham têm promulgado leis de direitos de autor, em 1783, antes da resolução do Congresso Continental resolução, e nos três anos seguintes todos os estados restantes, excepto Delaware aprovaram uma lei de direitos de autor. Sete dos Estados seguiram o Estatuto da rainha Ana e a resolução do Congresso Continental, oferecendo dois termos de catorze anos. Os cinco Estados restantes direitos de copyright, por um período único de catorze, vinte e vinte e um anos, sem direito a renovação.

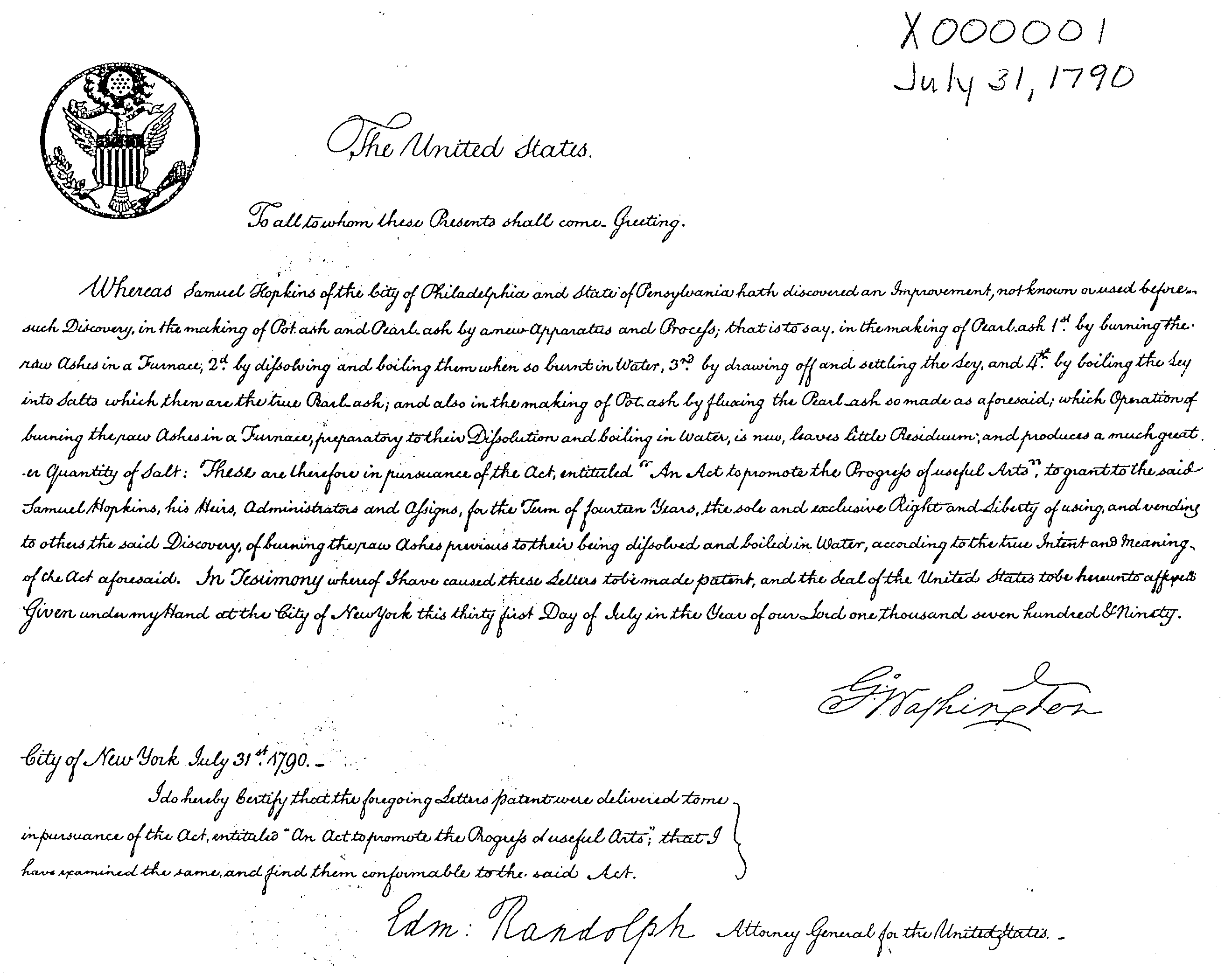
A Lei de Patentes de 1790 (introduzida na Constituição dos Estados Unidos).

Na  Convenção Constituinte de 1787, tanto James Madison de Virginia e Charles Cotesworth Pinckney de Carolina do Sul propuseram que se permitisse ao Congresso o poder de conceder direitos de autor de tempo limitado. Estas propostas foram a origem da Copyright Clause na Constituição dos Estados Unidos, que permite a concessão de direitos de autor e patentes por um tempo limitado para servir a uma função utilitarista, a saber, "promover o progresso da ciência e as artes úteis". A primeira regulação legal da propriedade intelectual, foi a Lei de Direito de Autor de 1790, que concedia direitos de autor, por um período de "catorze anos desde o momento da gravação de seu título", com um direito de renovação por outros catorze anos se o autor sobreviveu até o final do primeiro termo. A regulação não incluía só os livros, senão também mapas e gráficos. Com excepção da disposição dos mapas e gráficos da Lei de Direito de Autor de 1790 é uma cópia do Estatuto da Rainha Ana.
Desde este momento, as obras só recebiam a protecção federal dos direitos de autor se cumpriam os formalismos da lei recém aprovada. Se este não era o caso, o trabalho de imediato entrava no domínio público. Em 1834 o  Tribunal Supremo de Justiça falhou a favor de Wheaton v. Peters, um caso similar aos britânicos Donaldson v Beckett de 1774, que, ainda que o autor de um trabalho inédito tinha um direito natural para o controle da primeira publicação dessa obra, o autor não tinha o direito natural para controlar a reprodução da primeira publicação da obra.

## Internacionalização prematura

Lista de países assinantes do Convénio de Berna (em azul).

O  Convénio de Berna estabeleceu-se pela primeira vez em 1886, e posteriormente foi renegociado em 1896 (Paris), 1908 (Berlim), 1928 (Roma), 1948 (Bruxelas), 1967 (Estocolmo) e 1971 (Paris). A convenção refere-se às obras literárias e artísticas, que inclui filmes, e a convenção exige a seus Estados membros o proporcionar protecção a todas as produções no campo literário, cientista e artístico. O Convénio de Berna tem uma série de características básicas, incluído o princípio de “trato nacional”, que sustenta que a cada estado membro da Convenção dará aos cidadãos de outros Estados membros os mesmos direitos de autor que lhes deu a seus próprios cidadãos (artigo 3.5).
Outro elemento central é o estabelecimento de normas mínimas da legislação de direitos de autor no que a cada Estado membro se compromete a certas regras básicas que as leis nacionais devem conter. Ainda que os Estados membros podem, se desejam aumentar a quantidade da protecção outorgada aos proprietários de direitos de autor. Uma das regras mínimas mais importante, foi que o Duração dos direitos de autor ia ser de um mínimo da vida do autor mais 50 anos. Outra regra importante de mínimos que estabelece o Convénio de Berna é que os direitos de autor surgem com a criação de uma obra e não dependem de nenhuma formalidade como é a inscrição em registo público (artigo 5.2). Nesse momento alguns países exigiam o registo de direitos de autor, e quando o Reino Unido aplica a Convenção de Berna na Lei de Direitos de Autor de 1911 teve que suprimir seu sistema de registo no Stationers' Hall (Hall de livreiros). O Convénio de Berna se centra nos autores como a figura chave no direito de autor e o propósito declarado da convenção é "a protecção dos direitos dos autores sobre suas obras literárias e artísticas" (artigo 1), em lugar da protecção dos editores e outros agentes no processo de difusão de obras ao público. Na revisão de 1928, o conceito de direitos  morais apresentou-se no (Artigo 10bis), dando aos autores o direito a ser identificados como tais e para opor a um trato respectivo de suas obras. Estes direitos, a diferença dos direitos económicos, tais como prevenir a reprodução, não podem ser transferido a outras pessoas.
O Convénio de Berna também consagra limitações e excepções ao direito de autor, permitindo a reprodução de obras literárias e artísticas, sem a permissão prévia dos donos do copyright. O desenvolvimento destas excepções deixou-se à legislação nacional de direito de autor, mas o princípio reitor indica-se no artigo 9 da convenção. O chamada  Tripla prova sustenta que uma excepção só se permite "em determinados casos especiais, desde que essa reprodução não atente à exploração normal da obra e não prejudiquem injustificadamente os interesses legítimos do autor ". O uso gratuito dos trabalhos com direitos de autor está expressamente permitido no caso de citações de obras licitamente publicadas, a ilustração com fins educativos, e a elaboração de relatórios de prensa (artigo 10).

## Os Direitos de autor nos países socialistas
Historicamente, muitas sociedades regem-se pelo socialismo, onde os governos têm considerado que os direitos de autor são como um mecanismo de assistência social ou apoio aos artistas, em lugar de (ou além de) um direito legal. Estas ideias provavelmente encontraram sua expressão mais forte nas legislações da Escandinávia.
Na Europa do Leste comunista tendiam-se a empregar segundo os princípios socialistas para recompensar a seus artistas e autores, mas na realidade, seus sistemas de direitos de autor estavam profundamente entrelaçados com a censura e o controle da cultura dos  estados comunistas. Os trabalhadores culturais na União Soviética podiam empregar o "blat" em seu próprio benefício e convencer a parte dos funcionários governamentais para favorecer o seu trabalho.
A União Soviética teve uma série de interacções com o sistema de copyright internacional.
- Intimações frustradas interpostas por advogados do mundo Bloco ocidental numa tentativa de fazer que o Estado soviético reconheceria os direitos de autor estrangeiros ou pagasse regalias aos autores estrangeiros. Em algumas ocasiões, a URSS pagava aos autores estrangeiros pela utilização de suas obras, mas dependendo dos interesses nacionais e da Ideologia a que pertencesse.
- Adesão à Convenção Universal sobre Direito de Autor, com a intenção de permitir ao Estado soviético apropriar dos direitos de autor internacionais das obras de autores dissidentes soviéticos, e portanto controlar a distribuição de ditas obras fosse do bloco comunista de Europa do este.

## Os Direito de Autor e a tecnologia
- A tecnologia digital introduz um novo nível de controvérsia na política de direitos de autor.
- A inclusão de software como questão de direitos de autor foi objeto da recomendação da Comissão relativa a novos usos tecnológicos das obras com direitos de autor (Cujas siglas em inglês são: CONTU, COmmission on New Technological Uses of Copyrighted Works) e mais tarde com  a Diretiva europeia sobre programas de computador.
- A incorporação dos acordos TRIPS (Trade-Related Aspects of Intellectual Property Rights), em espanhol ADPIC Aspectos dos Direitos de Propriedade Intelectual relacionados com o Comércio.
- A controvérsia sobre os direitos de autor dos bancos de dados (Feist Publications v. Rural Telephone Service e casos contraditórios), com ligações com o debate sui generis sobre os direitos de banco de dados.
- A promulgação do tratados de Copyright da WIPO (Organização Mundial da Propriedade Intelectual); começando as nações a aprovar leis contra a alusão.

Os comentaristas como Barlow (1994) têm argumentado que os direitos de autor digitais são fundamentalmente diferentes e seguirão sendo persistentemente difíceis de aplicar, enquanto outros como  Stallman (1996) têm argumentado que Internet socava profundamente os fundamentos económicos dos direitos de autor em primeiro lugar. Estas perspectivas podem conduzir à consideração de sistema alternativos de compensação em lugar de direitos exclusivos como o cânon digital que já se aplica em alguns países da União Europeia.

## Expansões em seu alcance e funcionamento
- Passar da lei comum e ad-hoc das subvenções do monopólio dos estatutos de direitos de autor.
- Ampliações no tema (em grande parte devido à tecnologia).
- Ampliações de duração.
- Criação de novos direitos exclusivos (como artistas intérpretes ou executantes e outros direitos conexos).
- Criação de sociedades de gestão colectiva.
- Penalização da infracção de copyright.
- Criação de leis contra a evasão.
- Aplicativo de doutrinas de tribunais sobre responsabilidade secundária doutrinas as redes de intercâmbio de arquivos P2P